# Mîrhorodșciîna, Kozelșciîna
Mîrhorodșciîna (în ucraineană Миргородщина) este un sat în comuna Rîbalkî din raionul Kozelșciîna, regiunea Poltava, Ucraina.

## Demografie
Componența lingvistică a localității Mîrhorodșciîna
     Ucraineană (93,33%)
     Rusă (6,67%)
Conform recensământului din 2001, majoritatea populației localității Mîrhorodșciîna era vorbitoare de ucraineană (93,33%), existând în minoritate și vorbitori de rusă (6,67%).